# Ko San
Ko San (ur. 19 października 1976, inna podawana data to 11 października w Pusan) – matematyk, południowokoreański kandydat do lotu w kosmos.

## Życiorys
Od 3 roku życia mieszka w Seulu. Po ukończeniu szkoły średniej (Hanyoung Foreign Language High School) rozpoczął studia matematyczne na Narodowym Uniwersytecie Seulskim. Po ich ukończeniu rozpoczął pracę w Samsung Advanced Institute of Technology, gdzie zajmuje się zagadnieniami sztucznej inteligencji.
W październiku 2006 został jednym z 30 półfinalistów kandydujących do udziału w locie na Międzynarodową Stację Kosmiczną. W grudniu z grupą 8 finalistów został skierowany na szczegółowe badania do Centrum Wyszkolenia Kosmonautów im. J. Gagarina w Gwiezdnym Miasteczku pod Moskwą. Uczestniczył wówczas m.in. w lotach na samolocie Ił -75-MDK, podczas których miał możliwość zapoznać się ze stanem nieważkości. Badanie pomyślnie przeszło 6 kandydatów, w tym Ko San. 25 grudnia 2006 oficjalnie ogłoszono nazwiska osób, które będą przygotowywać się do lotu na pokładzie Sojuza TMA-12. Zostali nimi 30-letni Ko San oraz 28-letnia Yi So-yeon. W styczniu 2007 oboje przeszli końcowe badania medyczne w Instytucie Problemów Medyczno-Biologicznych, a 7 marca rozpoczęli szkolenie w Rosji. Dwa miesiące później oboje uzyskali zgodę na przystąpienie do treningu specjalistycznego. We wrześniu 2007 Ministerstwo Nauki i Techniki Korei ogłosiło, że Ko San będzie pierwszym południowokoreańskim kosmonautą. Na początku listopada 2007 oficjalnie zatwierdzono go do podstawowej załogi statku Sojuz TMA-12, który miał wystartować wiosną 2008. 10 marca 2008 na prośbę strony rosyjskiej Korea zgodziła się na zmianę w składach załóg. Ko San został przeniesiony do załogi rezerwowej. Przyczyną było naruszenie przez niego zasad przebywania w Gwiezdnym Miasteczku.